# Aster (gioco)
Aster è un gioco da tavolo di intuito e di logica spaziale, ideato da Manuel Cuni e Dario Massa, prodotto dal Mensa Italia e distribuito da LaFeltrinelli nel 2021. È un gioco a turni da 2 a 4 giocatori e la durata delle partite è di circa 50 minuti. La dinamica del gioco è un mix di piazzamento tessere, puzzle spaziale e gioco di carte: nella cornice dell'ambientazione spaziale, i giocatori devono ricostruire le costellazioni generando, muovendo e distruggendo delle stelle. Aster ha vinto un bando per la realizzazione di un gioco da tavolo pubblicato dalle Librerie Feltrinelli ed è stato realizzato raccogliendo fondi in crowdfunding su Produzioni dal basso.

## Contenuto
La scatola del gioco contiene:
- 1 tabellone
- 88 carte costellazione (una per ogni costellazione ufficialmente riconosciuta dall'Unione Astronomica Internazionale)
- 4 carte Big
- 4 carte Bang
- 5 carte Costellazione obsoleta
- 1 clessidra da un minuto
- 4 pedine punteggio (1 per ogni colore)
- 40 segnalini stella (10 per ogni colore)
- 1 indicatore della sequenza di azioni svolte dal giocatore
- 9 gettoni da 45 punti vittoria

### Carte costellazione
Ogni carta costellazione riporta la disposizione delle stelle necessaria per formare la costellazione, delle informazioni o curiosità sulla costellazione o sulla zona del cielo in cui si trova la costellazione, il numero di punti (pari al numero di stelle che compongono la costellazione) e gli effetti associati alla carta.
| Azione                                                           | Descrizione |
| ---------------------------------------------------------------- | --- |
| Buco nero                                                        | Permette di portare la clessidra indietro di una posizione |
| Generazione                                                      | Permette di generare una stella in un angolo o al centro della mappa. Se in quel punto è già presente una stella, questa va distrutta e torna nelle riserva del proprietario     |
| Generazione mirata                                               | Permette di generare una stella in un qualsiasi punto vuoto della mappa |
| Interazione gravitazionale                                       | Permette di prendere una carta in cima ad uno dei due mazzi costellazione ed aggregarla ad una carta costellazione nella propria sequenza che presenti un collegamento verticale |
| Movimento di una stella qualsiasi su linea retta o circonferenza | Permette di spostare una qualsiasi stella già presente sulla mappa nel punto immediatamente successivo collegato da una linea retta o da una circonferenza                       |
| Movimento su circonferenza                                       | Permette di spostare una propria stella già presente sulla mappa in qualsiasi altro punto vuoto della circonferenza su cui su trova la stella                                    |
| Movimento su linea retta                                         | Permette di spostare una propria stella già presente sulla mappa in qualsiasi altro punto vuoto della mappa collegato alla stella da una linea retta                             |
| Punto vittoria                                                   | Permette di ottenere un punto vittoria |
| Supernova                                                        | Permette di distruggere tutte le proprie stelle sulla mappa, che tornano nella propria riserva; per ogni stella distrutta il giocatore ottiene 1 punto vittoria                  |

### Carte Big e carte Bang
Le carte Big e le carte Bang hanno la sola funzione di costituire la base della sequenza di carte (e rispettive azioni) di ogni giocatore. Alle carte Big e alle carte Bang non è associato alcun punteggio, ma è possibile collegarle con carte costellazioni ottenute durante il gioco.

### Carte Costellazioni obsolete
Le carte Costellazioni obsolete rappresentano costellazioni molto estese e possono essere usate per giocare una variante di Aster.

## Scopo del gioco
Lo scopo del gioco è accumulare punti vittoria: il giocatore che accumula più punti vittoria vince la partita. È possibile accumulare punti sia durante la partita ricreando le costellazioni sul tabellone, ottenendo così un punto vittoria per ogni stella facente parte della costellazione, che a fine partita sommando i punti vittoria indicati nelle carte costellazione facenti parte della propria sequenza.

## Svolgimento

### Preparazione
Porre il tabellone di gioco al centro del tavolo e dividere le carte costellazioni in due mazzi: uno con le costellazioni composte da 2 a 4 stelle, uno con le costellazione composte da 5 o più stelle, tenendo rivolto verso l'alto il lato col nome della costellazione. Estrarre 3 carte costellazione da ogni mazzo, girarle sul lato opposto e metterle in una posizione comoda perché tutti i giocatori possano vederle e prenderle.
Ogni giocatore prende i 10 segnalini stella di un colore, 1 pedina punteggio dello stesso colore, 1 carta Big e 1 carta Bang, dopodiché piazza:
- 2 segnalini stella sul tabellone nelle posizioni di partenza del proprio colore (un vertice del secondo e terzo quadrato dall'esterno, adiacenti tra loro);
- le carte Big e Bang una a fianco dell'altra, con il lato con le azioni rivolto verso l'alto e facendo corrispondere i collegamenti laterali tra le carte (le linee bianche che partono dal riquadro delle azioni);
- la pedina punteggio sulla casella 0 del tracciato del punteggio.

Il giocatore più anziano giocherà il primo turno di gioco.

### Il turno di gioco
Prima che un giocatore inizi il proprio turno, il giocatore alla sua destra posiziona la clessidra sul tabellone, sullo spazio contrassegnato con il numero 3. Questo giocatore dovrà controllare la clessidra durante tutto il turno e, non appena si esaurisce, capovolgerla e spostarla di uno spazio a destra, fino all'ultimo spazio disponibile (l'ultimo giro di clessidra avviene sulla posizione -3) o fino a quando il giocatore di turno non annunci la fine del proprio turno.
Il turno di ogni giocatore si articola in due fasi:
1. attivazione della sequenza: il giocatore di turno può effettuare le azioni della propria sequenza, leggendole da sinistra a destra e scegliendo quali azioni della sequenza svolgere e quali invece ignorare. Per aiutarsi nel seguire la sequenza e per comunicare agli altri giocatori quale azione stia svolgendo, il giocatore posiziona l'indicatore della sequenza sulla prima azione a sinistra e lo sposta man mano che svolge le azioni scelte, proseguendo fino a quando l'indicatore arriva al simbolo dell'ultima azione disponibile nella propria sequenza o il giocatore non annunci la fine del proprio turno.
2. rivendicazione di una costellazione: dopo aver utilizzato le azioni della propria sequenza, il giocatore, se possibile e se desidera farlo, può reclamare una delle 6 costellazioni rappresentate nelle carte estratte, dimostrando che la costellazione scelta è presente sulla mappa in quel momento. Per farlo, deve girare sul lato bianco i segnalini stella (propri o degli altri giocatori) presenti sul tabellone che compongono la costellazione.

Quando il giocatore ha completato le proprie fasi di gioco, annuncia di aver terminato il turno. A questo punto, la clessidra non viene più spostata verso destra e il giocatore di turno mostra agli altri giocatori l'eventuale costellazione reclamata, raccoglie la carta Costellazione corrispondente e, se lo desidera e la carta lo consente (la grafica delle carte riporta delle linee bianche che fungono da collegamenti tra le carte), la può collegare all'ultima carta presente nella propria sequenza per avere a disposizione nuove azioni al turno successivo, oppure può tenerla da parte per guadagnare punti vittoria a fine partita.
Il giocatore di turno riceve o perde tanti punti vittoria quanti indicati nello spazio in cui si è fermata la clessidra alla fine del proprio turno. Inoltre, se è stata reclamata una costellazione, tutti i giocatori ricevono tanti punti vittoria quante stelle del proprio colore sono state usate per reclamare la costellazione. Per segnare i punti vittoria ricevuti, ogni giocatore sposta la propria pedina lungo il tracciato del punteggio.
Prima di terminare il turno, le stelle eventualmente usate per reclamare la costellazione vengono rigirate sul lato colorato, la carta Costellazione eventualmente reclamata viene rimpiazzata con la prima carta del mazzo corrispondente, l'indicatore della sequenza viene passato al giocatore alla sinistra del giocatore di turno e, se necessario, si attende che la clessidra si esaurisca.

### Fine del gioco
Quando un giocatore aggiunge l'ottava carta in orizzontale alla propria sequenza (nel computo vanno considerate anche le carte Big e Bang assegnate ad inizio partita), ottiene 10 punti vittoria; dopodiché gli altri giocatori hanno un ultimo turno da giocare, poi la partita termina.
Vengono sommati i punti vittoria ottenuti durante la partita con quelli forniti dalle carte reclamate (non quelle aggregate) durante la partita (sia quelle presenti nelle sequenze che quelle tenute da parte), applicando gli eventuali effetti speciali di punteggio indicati sulle carte. Il giocatore che ha raccolto più punti vittoria vince la partita, in caso di pari merito la vittoria è condivisa.

## Varianti

### Variante asimmetrica
Questa variante introduce due elementi di asimmetria tra i giocatori: differenzia le azioni alla base della sequenza ed assegna degli effetti speciali di punteggio. Ciò rende il gioco più complesso, soprattutto nella fase iniziale. Per giocare questa variante, è necessario utilizzare il lato delle carte Big e Bang con l'illustrazione di un astronomo.

### Variante Costellazioni obsolete
Ad inizio partita viene assegnata ad ogni giocatore una carta Costellazione obsoleta e, se durante un proprio turno un giocatore riesce a posizionare le proprie stelle (non è ammesso usare stelle degli altri giocatori per reclamare le costellazioni obsolete) in maniera da formare la costellazione rappresentata sulla propria carta Costellazione obsolete, il giocatore vince immediatamente la partita. Questa variante aggiunge un notevole grado di imprevedibilità e ribaltamenti di fronte.

### Variante veloce
Adottando questa variante ad inizio partita, è possibile decidere di far finire il gioco quando un giocatore aggiunge la sesta carta alla propria sequenza (nel computo vanno considerate anche le carte Big e Bang assegnate ad inizio partita). A questo giocatore vengono assegnati 10 punti vittoria e gli altri giocatori hanno un ultimo turno da giocare, dopodiché la partita termina. Ciò riduce il tempo totale di gioco.